# ラシディ・カワワ
ラシディ・カワワ（Rashidi Kawawa、1926年5月27日 - 2009年12月31日）は、タンザニアのルヴマ州ナムトゥムボのマテプウェンデ村出身の政治家。1962年にタンガニーカの首相を務め、1972年から1977年までの間タンザニアの首相を務めた 。
タンガニーカ時代には1962年の1月から12月までジュリウス・ニエレレが地方を旅行している間に代わりに政権を務めていた。彼は経済国家主権主義を強く主張するスタンスをとっていた。また、政権引退後も国内の行政において強い権力を発揮していた。
2009年12月31日、83歳でダルエスサラームにて亡くなった。